# L'Amérique au jour le jour
L'Amérique au jour le jour est un récit de Simone de Beauvoir publié en 1948 aux éditions Gallimard.

## Résumé
À l'aube du 25 janvier 1947, Simone de Beauvoir s'envole de Paris pour un voyage de quatre mois qui la mènera en Amérique. Construit à la manière d'un journal de voyage, le livre en lui-même n'est pas le récit fidèle des aventures de Simone de Beauvoir en Amérique : il s'agit plutôt d'un journal reconstitué, où Beauvoir prendra la liberté d'amalgamer différents souvenirs de voyages (ceux de janvier à avril, puis ceux de septembre et octobre 1947) afin de créer un témoignage extensif et fidèle de sa vision de l'Amérique, d'un point de vue existentialiste. Le document qui en résulte est à mi-chemin entre l'autobiographie et le journal de voyage rapportant sa découverte de New York, de Chicago, des chutes du Niagara, de Los Angeles, de Santa Fe et de La Nouvelle-Orléans. Dédié à Richard et Ellen Wright, ce livre est le point de vue de son auteure sur certains des problèmes qui affectaient l'Amérique de l'après-guerre, notamment la condition des femmes, la condition des Noirs américains, l'individualisme et l'éducation.

## Éditions
- L'Amérique au jour le jour, Paris, Morihien, 1948.
- L'Amérique au jour le jour, Paris, Éditions Gallimard, 1954.